# Joseph Emanuel Fischer von Erlach

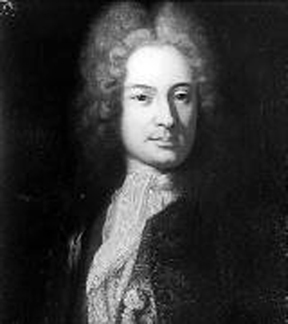
Joseph Emanuel Fischer von Erlach (1693–1742)

Joseph Emanuel Fischer von Erlach, seit 1735 Freiherr Fischer von Erlach (getauft 13. September 1693 in Wien; † 29. Juni 1742 ebenda) war ein österreichischer Baumeister am Übergang vom Spätbarock zum Frühklassizismus.

## Leben
Als zweiter Sohn des ihn stets überschattenden Vaters Johann Bernhard Fischer von Erlach kann er zunächst in den väterlichen Werkstätten seine Begabung entwickeln. Um 1711 zeichnete er die Projekte seines Vaters (z. B. Palais Dietrichstein, Palais Trautson, Böhmische Hofkanzlei, Stadtpalais Schwarzenberg) und half auch bei der Fertigstellung der Publikation „Entwurf einer historischen Architektur“, in dessen 4. Band viele Zeichnungen von ihm stammen. Auf diese Weise kommt er bereits früh in Kontakt mit den adeligen Auftraggebern seines Vaters und mit moderner und historischer Architektur. Sein Vater veranlasst Joseph Emanuel auch zur Zusammenstellung der Publikation „Prospekte und Abrisse einiger Gebäude von Wien, daselbst gezeichnet von J.E.F.v.E.“, mit einem Vorwort des Hofantiquars Carl Gustav Heraeus. Diese Publikation wird später von Salomon Kleiner weitergeführt.
Er erhält Unterricht von Gottfried Wilhelm Leibniz, der sich bis 1714 in Wien aufhält und mit Joseph Emanuels Vater verkehrt. Beide erwirken von Kaiser Karl VI. ein Reisestipendium für Joseph Emanuel. Dieses führt ihn 1713/14 nach Italien, wo er unter anderem von dem bekannten Antiquar Francesco de’ Ficoroni begleitet wurde. 1717–1719 hält er sich in Frankreich beim französischen Hofbaumeister Robert de Cotte, beim Architekten Germain Boffrand und beim Philologen Bernard de Montfaucon auf. Daneben war er auch in Leyden und in London, wo er die neu erfundenen Feuermaschinen studierte und möglicherweise auch auf Isaac Newton traf. Der Konstrukteur Isaac Potter folgte ihm zurück nach Österreich.
Als hervorragend ausgebildeter Architekt und Bautechniker kehrte er 1722 nach Wien zurück und suchte um die Stelle eines Hofarchitekten an, die er im Dezember 1722 auch erhielt. Nach dem Tod seines Vaters 1723 erhielt Johann Lucas von Hildebrandt die Stelle des ersten Hofarchitekten; 1725 gelingt es Joseph Emanuel, diese Stelle zu übernehmen, wohl mit Hilfe seines mächtigen Gönners, dem Hofbaudirektor Graf Gundaker von Althan, der von Joseph Emanuel die offenen Projekte seines Vaters fertigstellen lassen will. 1729 wird er zum kaiserlichen Hofkammerrat ernannt. Im Laufe seines Schaffens widmet er sich immer stärker seiner technischen Begabung und so dem Bau von Dampfmaschinen, die vorwiegend in Zusammenhang mit Bergwerken hervorragende Dienste verrichten. 1735 wird er deshalb mit dem Titel eines Freiherrn belohnt.
1727 heiratete er Maria Anna von Dietrich, mit der er sieben Kinder hatte. Er wohnte im Gerstenbrandischen Haus beim Kärntner Tor, besaß eine bedeutende Kunstsammlung und eine umfangreiche Bibliothek. Seine Gattin starb 1740 und er selbst 1742 an schwerem Fieber. Er hinterließ ein gewaltiges Vermögen von 130.000 Gulden.

## Tätigkeit als Architekt und Techniker

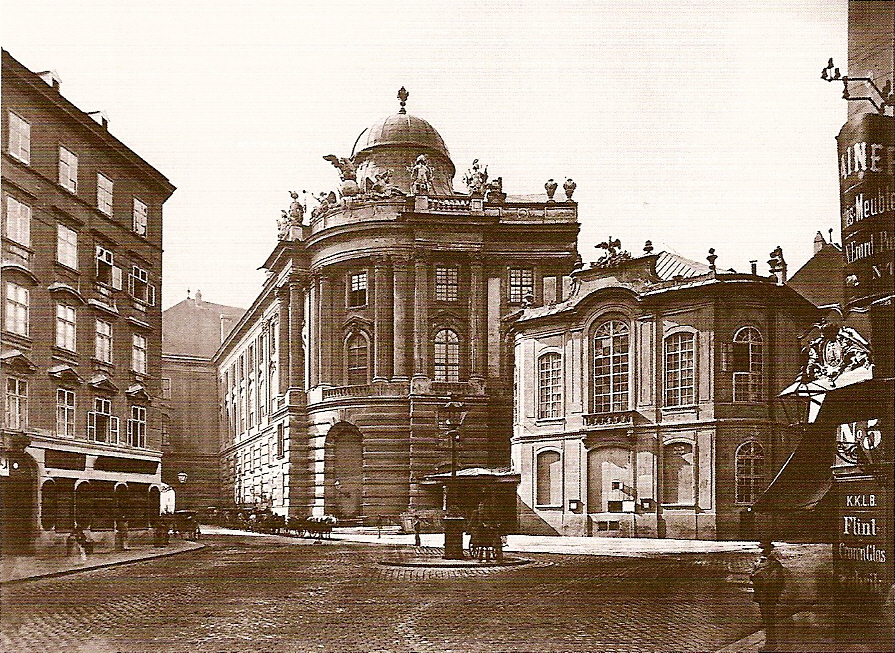
Die Winterreitschule hinter dem alten Burgtheater (Michaelerplatz)

Er führte einige Projekte seines Vaters weiter, namentlich die Karlskirche, die Hofbibliothek und den Winterreitschultrakt der Hofburg.
Auf ihn geht auch die Planung des Traktes der Hofburg zum Michaelerplatz zurück, der erst in den Jahren 1889–1893 von Ferdinand Kirschner (mit leichten Veränderungen) gebaut wurde, da das Hofburgtheater im Weg stand. Auf denselben Plänen basiert auch die Königliche Bibliothek, im Volksmund Kommode in Berlin, die 1775 bis 1780 von Georg Christian Unger erbaut wurde.
1728 löste er Johann Lucas von Hildebrandt beim Bau des Reichskanzleitraktes der Hofburg ab.
Ansonsten sind wenige eigene Werke gesichert – dies hat aber auch mit unklaren Zuschreibungen zu tun. Zu nennen sind hier das 1847 abgerissene Palais Althan in Wien-Landstraße, das Corps de Logis des Schlosses Eckartsau und Schloss Thürnthal bei Fels am Wagram.

### Werke
- Monumentalbauten

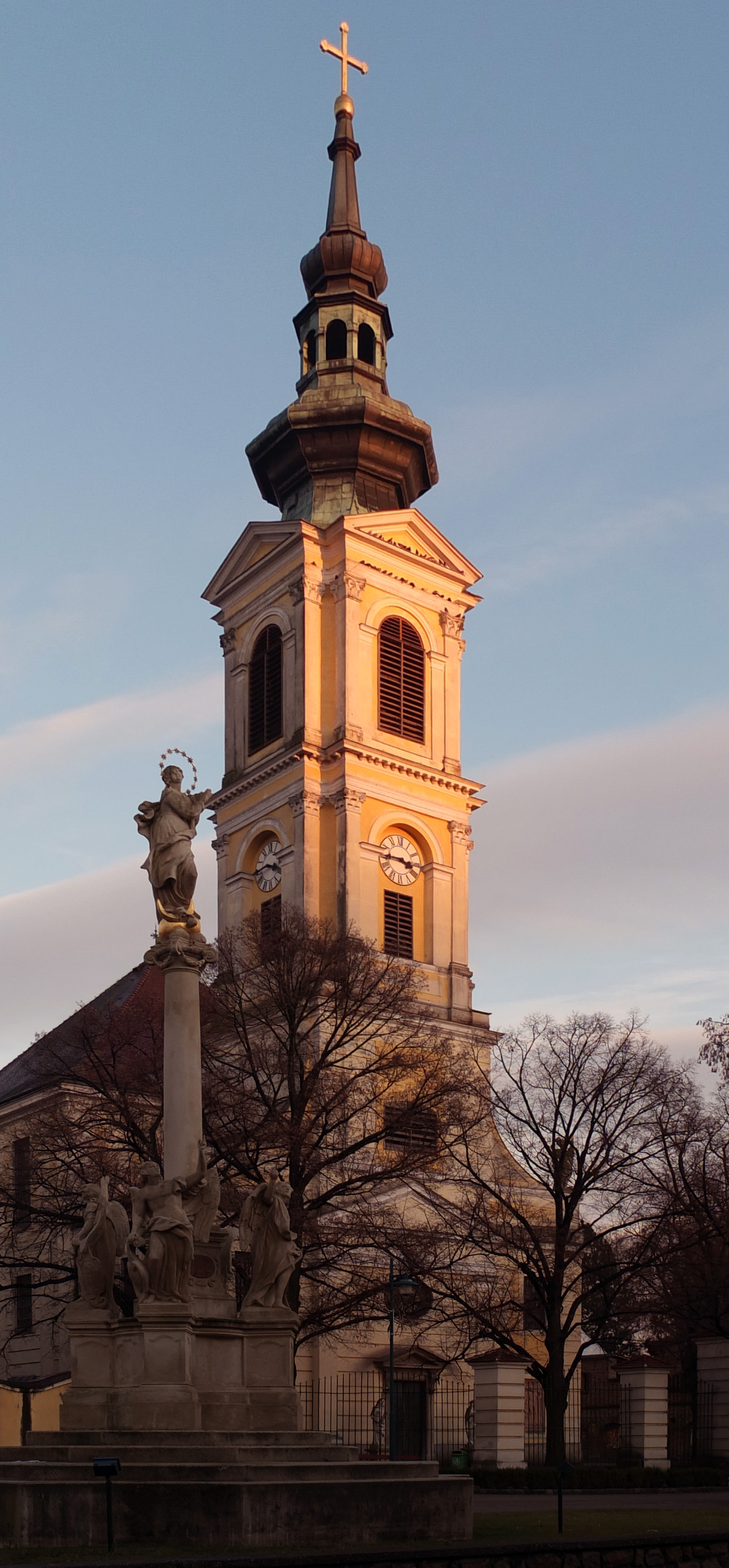
Kath. Pfarrkirche hl. Georg in Großweikersdorf (Hauptplatz)

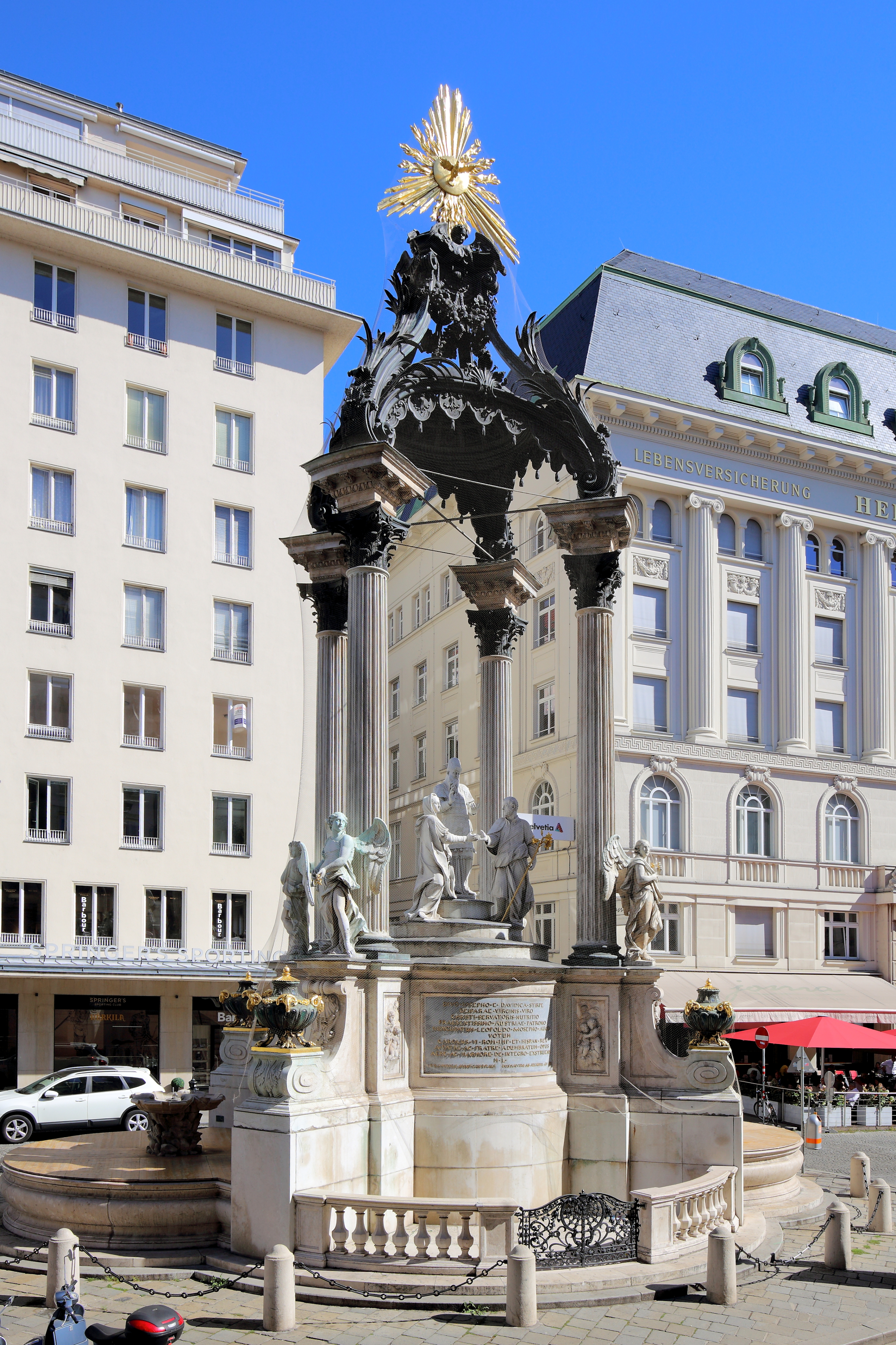
Der Vermählungsbrunnen am Hohen Markt in Wien

  - Pläne zum Michaelertrakt der Hofburg, 1726
  - Ausführung der Kaiserlichen Hofbibliothek in Wien
  - Winterreitschule
  - Reichskanzleitrakt der Hofburg (Weiterführung nach Hildebrandt)
  - Fertigstellung des Hofstallgebäudes (heute: MuseumsQuartier), 1725
  - Umgestaltung von Stift Klosterneuburg

- Schlösser und Palais
  - Schloss Eckartsau
  - Umbau von Schloss Thürnthal, 1725
  - Umbau von Schloss Kirchstetten
  - Umbau von Schloss Joslowitz (Jaroslavice, Mähren)
  - Umbau von Schloss Austerlitz (Slavkov, Mähren)
  - Umbau von Schloss Seelowitz (Mähren)
  - Umbau von Schloss Frain (Vranov nad Dyjí, Mähren)
  - Palais Althan (Gartenpalais)
  - Fertigstellung des Palais Schwarzenberg (Gartenpalais)
  - Umbau von Palais Lamberg, 1730
  - Umbau des Palais Lobkowitz
  - Planung des Palais der Ritterakademie in Liegnitz

- Sakralbauten
  - Weiterführung der Wiener Karlskirche (begonnen vom Vater Johann Bernhard Fischer von Erlach 1716)
  - ab 1733 Pfarrkirche Großweikersdorf mit Baumeister Johann Baptist Martinelli
  - Wiedererrichtung der Kirche und des Pfarrhofs in Schaffa/Šafov (Mähren), 1745

- Sonstiges
  - Bau des Vermählungsbrunnens am Hohen Markt
  - Ehrentempel auf dem Wiener Graben
  - Zahlreiche Denkmäler, Gärten, Grabmäler und Altäre

- Feuermaschinen (Newcomensche atmosphärische Dampfmaschinen)
  - Kassel, 1722
  - Garten des Palais Schwarzenberg
  - Schemnitz bei Königsberg, 1723, gemeinsam mit Isaac Potter

- Publikationen
  - Joseph Emanuel Fischer von Erlach/Johann Adam Delsenbach: Prospecte und Abrisse einiger Gebäude von Wien Frontispiz Anfang/Einiger Vorstellungen der Vornehmsten Gebäude/so wohl innerhalb der Stadt als in denen Vorstädten von Wien/wovon mit der Zeit das Abgehende nachfolgen soll/Commençement de Vues et de Façade principales dans la Ville & aux Fauxbourgs de Vienne dont le public aura à attendre la suite avec le terme, Wien 1715 (Augsburg 2. Auflage 1719)
  - Joseph Emanuel Fischer von Erlach: Perspective Views of Palaces and Public Edifices in Germany, chiefly such as are situated in the City of Vienna, London 1740

Das lange Zeit ihm zugeschriebene Schloss Riegersburg stammt von Franz Anton Pilgram.

### Kaisersteinbruch
Vor allem tragende Architekturteile wurden aus härtestem Kaiserstein gearbeitet, so sind auch von diesem bedeutenden Architekten große Steinmetzaufträge an die Kaisersteinbrucher Meister dokumentiert.

### Bedeutung als Architekt
Im Gegensatz zu seinem Vater, der stets tektonisch dachte, ist beim jüngeren Fischer durchaus ein Denken in Fassaden zu beobachten. Diese Fassaden sind aber anders als bei Hildebrandt und seinen zahlreichen Nachfolgern ohne überschwängliche Ornamentik, sondern klar und rational gegliedert. Er gilt als der österreichische Architekt, der sich dem gleichzeitigen westeuropäischen Klassizismus am weitesten genähert hat und somit auch als einziger Nachfolger seines Vaters.

## Freiherrenstand und Wappen
Mit Allerhöchster Entschließung vom 18. Februar 1724 wurde Joseph Emanuel Fischer von Erlach der schon 1696 seinem Vater Johann Bernhard Fischer von Erlach verliehene Adel bestätigt. Die Erhebung in den Freiherrnstand erfolgte mit "de dato Laxenburg 9. Mai 1735" ausgefertigtem Diplom, in welchem "derselbe ohne Beibehaltung des alten Prädikates 'von Erlachen' " als "Joseph Emanuel Freiherr von Fischer" aufgeführt ist.
Das freiherrliche Wappen Joseph Emanuel Fischers war: Quadrirtes Schild mit Herzschild. Im blauen Herzschild eine mit goldener Krone auf dem Haupte geschmückte Sirene, in der rechten Hand einen goldgefaßten ovalen Spiegel haltend, die linke in die Hüfte stemmend. Der Untertheil lauft in einen Fischschweif aus. 1 und 4 im goldenen Felde einen schräg von der Rechten zur Linken aufsteigenden schwarzen Balken, welcher rechts und links von einem schwarzen, sich in’s goldene Feld ausbreitenden, mit den Sachsen gegeneinander einwärts gekehrten offenen Fluge begleitet und dieser mit zwei hintereinander stehenden sechseckigen goldenen Sternen belegt ist. 2 und 3 im silbernen Felde am Grunde ein wellendes Meer, auf welchem ein Delphin mit über sich geschwungenem Schweife und fleischfarbigen Flossen schwimmt.